# Te deum pour un massacre

Te Deum pour un massacre est un jeu de rôle historique français de Jean-Philippe Jaworski publié par les éditions du Matagot en 2005 après une première version amateure sur Internet. Le jeu est réédité en 2010 dans une édition remaniée et enrichie. Le jeu a pour toile de fond les guerres de religion en France au XVIe siècle. Le titre du jeu se réfère au massacre de la Saint-Barthélémy et au Te Deum que fit célébrer le pape Grégoire XIII en apprenant les faits.

## Histoire éditoriale
Te deum pour un massacre commence comme un jeu de rôle amateur diffusé sous forme de pages Internet et de fichiers PDF sur le site La Cour d'Obéron. Il est remarqué pour sa qualité par la revue Casus Belli en 1999.
Le jeu connaît sa première publication professionnelle aux éditions du Matagot en 2005. Le jeu est suivi d'un écran, d'un recueil de scénarios intitulé Trois Meschantes Affaires et d'une campagne en deux volumes, Les Deux Reines. Un supplément périodique contenant aides de jeu et scénarios, Le Boutefeu imprimé, connaît deux numéros en 2006 et 2008,.
Une deuxième édition, remaniée et enrichie, paraît en septembre 2010.
Une troisième édition est financée à l'issue d'un financement participatif sur la plateforme Ulule début 2023.

## Le jeu

### Les personnages
Les personnages qu'incarnent les joueurs vont du mendiant roturier à la courtisane noble. La création se fait en répondant à un questionnaire qui retrace le parcours de la naissance jusqu'au moment de l'aventure.

### Le système de jeu
Les personnages sont définies par 6 caractéristiques (savoir, sensibilité, entregent, puissance, complexion et adresse) dont le score détermine le nombre de faces du dé (4, 6, 8, 10, 12 ou 20) associé à cette caractéristique. À chaque caractéristique correspond un certain nombre de compétences (baratin, escalade, arquebusade, etc.) qui ajoutent un modificateur au dé. Lorsqu'une action dont l'issue est incertaine est entreprise par un personnage, le joueur doit réaliser un test de caractéristique avec la compétence adéquate. Si le résultat est supérieur à un seuil de difficulté fixé par le maitre du jeu alors l'action est réussie. Lors d'une opposition (lors d'un combat par exemple) le seuil de difficulté est remplacé par le score de l'adversaire.
Les lancer de dé lors de test de compétence sont ouverts : si le résultat du dé est sa valeur maximal (6 pour un dé à 6 faces par exemple) alors le joueur peut relancer ce dé et l'ajouter à son score. Ceci permet d'obtenir des scores très élevés. À l'inverse, si le résultat du dé est sa valeur minimal, le joueur lance un dé négatif qu'il soustrait au score qu'il avait obtenu.
Si le résultat du test correspond au double du seuil de difficulté une réussite critique se produit. Si le résultat du test est négatif un échec critique se produit. Dans les deux cas, quelque chose d'extraordinaire se produit et le personnage gagne un point d'expérience.
Chaque personnage débute avec une grâce, quelque chose d'extraordinaire qui le distingue du commun des mortels (comme l'ambidextrie).
Les points d'expériences sont utilisés pour faire progresser le personnage. Ils permettent d'augmenter le niveau de dé d'une caractéristique, le score d'une compétence et d'acheter des grâces supplémentaires.

## Publications
- Te deum pour un massacre 2e édition, coffret des deux livres de base
- Le Boutefeu Imprimé - Numéro 1, aide de jeu et scénarios
- Le Boutefeu Imprimé - Numéro 2, aide de jeu et scénarios
- Les deux reines, aide de jeu et scénarios sur l'Angleterre et l'Écosse de l'époque
- Les deux reines - Volume 2, aide de jeu et scénarios sur l'Angleterre et l'Irlande de l'époque
- Trois Meschantes Affaires, aide de jeu et scénarios

## Récompenses
Te Deum pour un massacre a reçu le prix Grog d'Argent 2011, décerné par le Guide du Rôliste Galactique.